# Otog
Otog är ett mongoliskt baner som lyder under Ordoss stad på prefekturnivå i den autonoma regionen Inre Mongoliet i nordvästra Kina. Det ligger omkring 370 kilometer sydväst om regionhuvudstaden Hohhot.